# La Terre vue de la Lune
Pour plus de détails, voir Fiche technique et Distribution.
La Terre vue de la Lune (La Terra vista dalla Luna) est un film italien réalisé par Pier Paolo Pasolini. C'est le 3e sketch du film Les Sorcières sorti en 1967.

## Synopsis
Un vieil homme, accompagné de son grand nigaud de fils, est agenouillé devant la tombe de son épouse, morte après avoir mangé des champignons empoisonnés. Aussitôt, ils se mettent à la recherche d'une femme pour remplacer cette mère et épouse. Avant tout, ils se mettent d'accord pour qu'elle ne soit pas rousse! Au bout d'un an, ils finissent par trouver une très jolie jeune femme, sourde et muette. Pour réunir plus d'argent et améliorer leur habitation (une pauvre baraque en zone industrielle), ils organisent un faux suicide de la jeune épousée, du sommet du Colisée. Malheureusement, celle-ci glisse sur une peau de banane et meurt réellement. 

## Autour du film
Ce film est avant tout une farce burlesque, mettant en scène le célèbre acteur comique italien, Totò et la très belle Silvana Mangano. Les décors (la tombe au début du film), les costumes aux couleurs criardes, les perruques rousses, les noms des personnages et la mise en scène elle-même en font une farce légère et cruelle à la fois.

## Fiche technique
- Titre original : La Terra vista dalla Luna
- Réalisation : Pier Paolo Pasolini
- Scénario : Pier Paolo Pasolini, Age Scarpelli
- Production : voir Les Sorcières
- Musique : Piero Piccioni
- Photographie : Giuseppe Rotunno
- Décors : Mario Garbuglia, Piero Poletto
- Montage : Nino Baragli
- Durée : 31 minutes
- Date de sortie :
  - Italie : 22 février 1967
  - France : 5 juin 1968

## Distribution
- Totò : Ciancicato Miao (le père)
- Ninetto Davoli : Baciù Miao (le fils)
- Silvana Mangano : Assurdina (la sourde-muette)
- Mario Cipriani : le prêtre
- Le couple de touristes : 
  - Laura Betti : caricature d'Oliver Hardy
  - Luigi Leoni (it) : caricature de Stan Laurel

## Autour du film
Le film à sketches Les Sorcières est entièrement construit autour de Silvana Mangano, présente dans l'ensemble des sketches, face à quelques vedettes masculines alors en vogue en Italie : Helmut Berger, Alberto Sordi, Totò et même Clint Eastwood !
Mariée au producteur Dino De Laurentiis, elle est alors au sommet de sa carrière internationale. Ce film à sketches réunit certains des plus grands réalisateurs italiens : Luchino Visconti, Mauro Bolognini, Franco Rossi et Vittorio De Sica. Ce film marque le début d'une relation fructueuse avec Pier Paolo Pasolini, pour qui elle interprètera Œdipe roi, Théorème et Le Décaméron.